# Óscar Rodríguez López
Óscar Rodríguez López (Avilés, Asturias, 10 de junio de 1904 - Santander, Cantabria, 21 de junio de 1976), conocido simplemente como Óscar, fue un futbolista y entrenador español, y jugador histórico del Racing de Santander, club al que debe sus mayores éxitos y reconocimientos, y del que es su máximo goleador histórico. Cántabro de adopción, llegó a jugar varios partidos con su selección regional y fue internacional absoluto con España.

## Trayectoria
Hijo de un pescador vigués y una avilesina, llegó a Santander cuando tenía dieciséis años, y en esa ciudad se instaló jugando en el Racing de Santander desde 1920. Delantero centro de potente disparo, fácil remate, rápido y muy batallador. Ha sido el más importante rematador en la historia del Racing, del que se cuentan un total de 236 goles en 211 partidos oficiales. Entre ellos destacan los decisivos en la fase clasificatoria para decidir el décimo equipo de la Primera División que estrenaría el Campeonato de Liga en España. Logró con el Racing el subcampeonato liguero en la temporada 1930/31.
En 1934 fichó por la U. D. Salamanca. Tras la guerra civil española dirigió al Racing de Santander al comienzo de la temporada 1939/40, actuando en algunos partidos como jugador. Fue el delantero centro de la primera selección de fútbol de Cantabria en 1924, y el primer futbolista profesional inscrito en Cantabria tras la admisión del profesionalismo en 1926. Con la selección española actuó en dos ocasiones, una de ellas en un partido que se celebró en Santander en 1927.
Desde 2017, da nombre al Trofeo Óscar, otorgado anualmente al máximo goleador del Racing de Santander en cada temporada.